# Patrick Greil
Patrick Greil (Salisburgo, 8 settembre 1996) è un calciatore austriaco, centrocampista dell'Altach.

## Carriera
Cresciuto nel settore giovanile dell'Anif, ha esordito in prima squadra il 25 maggio 2014, in occasione dell'incontro di Regionalliga vinto per 4-3 in trasferta contro il St. Johann. Dopo aver trascorso quattro stagioni con quella che di fatto rappresentava la squadra riserve del Salisburgo, nel 2018 è stato acquistato dall'Austria Klagenfurt, club militante nella seconda divisione austriaca. Al termine della stagione 2020-2021 ha conquistato la promozione in Bundesliga, dove ha esordito il 25 luglio 2021 nella partita pareggiata 1-1 contro il Wolfsberger.

## Statistiche

### Presenze e reti nei club
Statistiche aggiornate al 31 luglio 2022.
| Stagione        | Squadra            | Campionato      | Campionato | Campionato | Coppe nazionali | Coppe nazionali | Coppe nazionali | Coppe continentali | Coppe continentali | Coppe continentali | Altre coppe | Altre coppe | Altre coppe | Totale | Totale |
| Stagione        | Squadra            | Comp            | Pres       | Reti       | Comp            | Pres            | Reti            | Comp               | Pres               | Reti               | Comp        | Pres        | Reti        | Pres   | Reti   |
| --------------- | ------------------ | --------------- | ---------- | ---------- | --------------- | --------------- | --------------- | ------------------ | ------------------ | ------------------ | ----------- | ----------- | ----------- | ------ | ------ |
| mag. 2014       | Anif               | RL              | 2          | 0          |                 | -               | -               |                    | -                  | -                  |             | -           | -           | 2      | 0      |
| 2014-2015       | Anif               | LL              | ?          | ?          |                 | -               | -               |                    | -                  | -                  |             | -           | -           | ?      | ?      |
| 2015-2016       | Anif               | RL              | 29         | 9          |                 | -               | -               |                    | -                  | -                  |             | -           | -           | 29     | 9      |
| 2016-2017       | Anif               | RL              | 28         | 6          | CA              | 0               | 0               |                    | -                  | -                  |             | -           | -           | 28     | 6      |
| 2017-2018       | Anif               | RL              | 28         | 8          | CA              | 2               | 0               |                    | -                  | -                  |             | -           | -           | 30     | 8      |
| 2018-2019       | Austria Klagenfurt | 1L              | 28         | 3          | CA              | 1               | 0               |                    | -                  | -                  |             | -           | -           | 29     | 3      |
| 2019-2020       | Austria Klagenfurt | 1L              | 28         | 3          | CA              | 1               | 0               |                    | -                  | -                  |             | -           | -           | 29     | 3      |
| 2020-2021       | Austria Klagenfurt | 1L              | 29+2       | 8+0        | CA              | 3               | 0               |                    | -                  | -                  |             | -           | -           | 34     | 8      |
| 2021-2022       | Austria Klagenfurt | BL              | 31         | 4          | CA              | 3               | 3               |                    | -                  | -                  |             | -           | -           | 34     | 7      |
| 2022-2023       | Rapid Vienna       | BL              | 1          | 0          | CA              | 1               | 0               | UECL               | 0                  | 0                  |             | -           | -           | 2      | 0      |
| Totale carriera | Totale carriera    | Totale carriera | 206+       | 41+        |                 | 11              | 3               |                    | 0                  | 0                  |             | -           | -           | 217+   | 44+    |